# Szövetség (folyóirat)
Szövetség az RMDSZ ügyvezető elnökségének havonta megjelenő országos terjesztésű lapja. Indulás éve: 1994. Székhely: Kolozsvár. Felelős szerkesztője Birtók József a csíkszeredai Státus Könyvkiadó igazgatója.